# Venturina Terme
Venturina Terme è una frazione del comune italiano di Campiglia Marittima, nella provincia di Livorno, in Toscana.

## Geografia fisica
Si tratta di una località della Val di Cornia, posta nell'alta Maremma livornese, nelle vicinanze del fiume Cornia che sfocia presso Piombino. Attivo centro industriale, artigianale, agricolo, commerciale e termale, ha sviluppato l'abitato all'incrocio tra la Strada statale 1 Via Aurelia, la strada per Campiglia Marittima e la Strada statale 398 Via Val di Cornia che la collega a Piombino, a Suvereto ed a Monterotondo Marittimo.

## Storia
Il toponimo Venturina risale al XVII secolo, ma si hanno testimonianze umane nei dintorni dell'abitato fin dall'antichità.
La località era già conosciuta sia dagli etruschi che dai romani per le sue terme, site nella borgata denominata Caldana (proprio da «terra calda»). All'epoca romana risale il toponimo Aquae Populoniae. Vi era infatti in suddetta località un piccolo insediamento. Con l'avvento del Medioevo il territorio fu completamente spopolato a beneficio di Campiglia Marittima per la vicinanza delle paludi portatrici di malaria (lago di Piombino e lago di Rimigliano). 
Nel 1863, all'inaugurazione della linea Ferrovia Maremmana, la stazione di Campiglia Marittima fu posta nei pressi di Venturina. Grazie a ciò, per la piccola frazione si avviò un forte sviluppo, agevolato dalle opere di bonifica della Maremma piombinese, dalla vicinanza di Piombino e alla posizione sulla Strada statale 1 Via Aurelia; sviluppo che è divenuto esponenziale con l'avvento del XX secolo, dovuto soprattutto ai grandi centri industriali piombinesi, che scaturirono nella città di Piombino e terre limitrofe un enorme flusso immigratorio. Nella seconda metà del XX secolo, Venturina ha superato per numero di abitanti Campiglia Marittima.
Come ha dimostrato l'approfondita ricerca condotta da Gianluca Camerini e Piero Cavicchi, pubblicata sul primo numero della rivista Venturina Terme (luglio-agosto 2014), l'origine del toponimo Venturina risale al proprietario terriero Venturino di Bartolomeo, detto anche Venturino da Populonia, che a cavallo dei secoli XVI e XVII possedeva i terreni sui quali, tra Ottocento e Novecento, si è sviluppato il paese.
Il 1º gennaio 2014, per decisione del Consiglio Comunale, la frazione ha assunto il nome di Venturina Terme.

## Terme di Venturina
Le terme furono costruite attorno al cratere termale principale. Le acque termali anticamente conosciute come Aquae Populoniae, sono ricche di zolfo, alcali e terra, e sgorgano da due sorgenti distinte, alla temperatura di 36 °C con una portata di 12 000 litri al minuto. Le terme si estendono su di un'area di circa 60000 m2 e sono composte da uno stabilimento termale (dove si praticano fanghi, bagni, massaggi, idromassaggi, aerosol e cure estetiche) e da una grande piscina termale. Noti rispettivamente come Bagni di Caldana e laghetto Il Calidario, ricavato dal primitivo invaso delle acque.

## Monumenti e luoghi d'interesse

### Siti archeologici
Mausoleo di Caldana o di Caio Trebazio

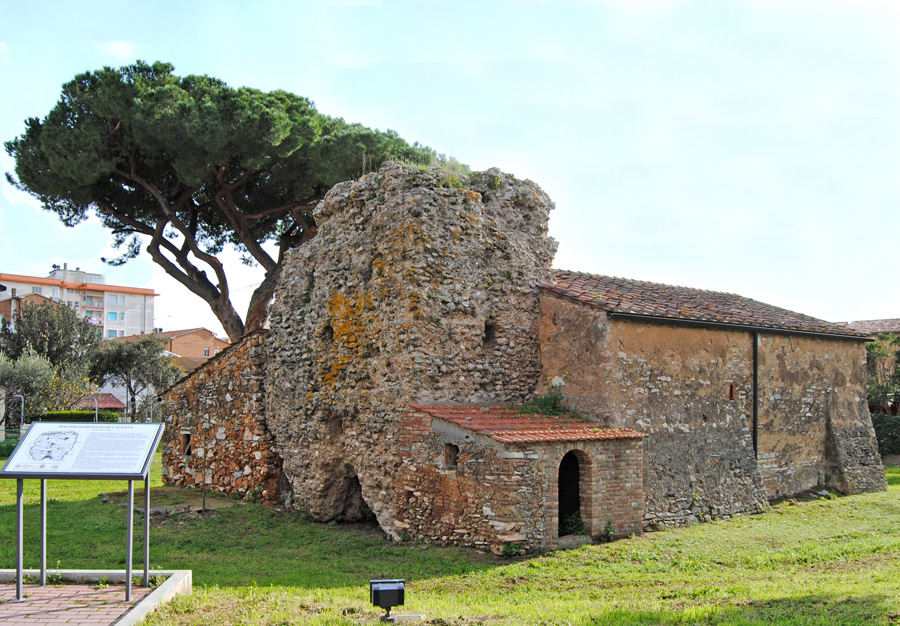
Mausoleo romano di Caldana

L'edificio, sito all'incrocio tra via dei Molini e via Mattarella, risale al I sec. d.C. circa ed è verosimilmente da identificare con un sepolcro monumentale sorto dove un tempo correva l'antica via Aurelia, secondo la consuetudine tipica del mondo romano di collocare le tombe lungo i tratti extraurbani delle strade principali. Del manufatto oggi rimane solo la struttura portante. L'esterno dell'edificio doveva essere interamente rivestito da lastre di marmo, di cui non è rimasta alcuna traccia essendo state asportate in un'epoca indeterminabile. L'apertura alla base del monumento è probabilmente da identificare con il luogo in cui era conservato il sarcofago, oggi scomparso, contenente le ceneri del defunto, sicuramente un personaggio di spicco nella società populoniese di età romana. Il mausoleo è stato attribuito ipoteticamente a Caius Trebatius, un patrizio romano il cui anello-sigillo, oggi non più reperibile, fu trovato nei pressi di Venturina nel 1934.

### Architetture religiose
Chiesa della Sacra Famiglia
La costruzione della chiesa parrocchiale fu iniziata nel settembre 1922, poi benedetta nel 1934. Nel 1966 venne demolita e riedificata con successiva consacrazione nell'ottobre 1967. L'edificio attuale presenta una struttura a tre navate con le capriate della navata centrale in cemento armato. Al suo interno è conservata una tela del XVII secolo raffigurante la Madonna con bambino, copia dell'immagine venerata nel Santuario di Montenero a Livorno.

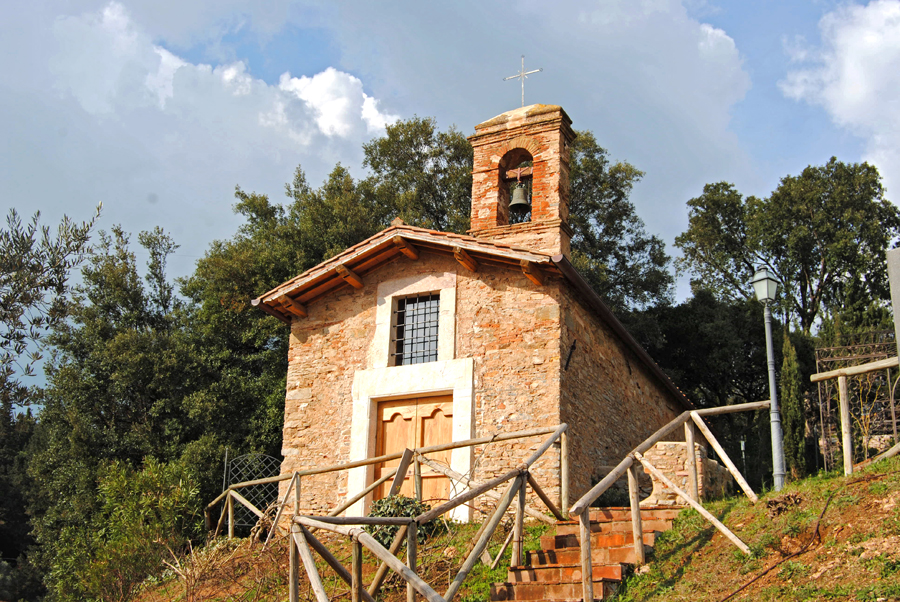
Oratorio di Santa Lucia
È l'edificio religioso più antico di Venturina, risalente al XVI secolo e restaurato nel 2015. Sorge su un piccolo rilievo sopra al Bottaccio, il laghetto di acqua calda originato dalle sorgenti termali oggi comprese nel complesso del centro benessere Calidario.

### Altro
Monumento a Lampo
Presso la Stazione di Campiglia Marittima si trova una statua di marmo che ritrae Lampo, il cane viaggiatore morto nel 1961.
Nuovi scavi in Caldana
Presso le terme di Venturina Terme, dal 2020 si portano avanti nuovi scavi archeologici per riportare alla luce antiche costruzioni romane, tra cui l'antica via Aurelia.

## Cultura

### Istruzione
Biblioteche
A Venturina ha sede la Biblioteca Comunale "Renato Fucini" sita presso la delegazione comunale in Largo della Fiera 3.
Museo della Civiltà del Lavoro
Allestito in un padiglione all'interno dell'area fieristica di Venturina, raccoglie una collezione di strumenti utilizzati per svolgere i lavori che hanno caratterizzato l'attività economica della Val di Cornia a partire dall'Ottocento. Consta di circa 12 000 reperti, tra attrezzi del lavoro contadino e di altri mestieri quali il bottaio, il sellaio, lo stagnino, il rabbigliatore, il fabbro, il carraio. Nel parco pubblico adiacente al museo è esposta una locomotiva modello 835–062 a carbone risalente ai primi anni del Novecento che è stata installata nel parco nel settembre 1994.

## Economia

### Agricoltura
- Particolare rilievo hanno i vini della Val di Cornia, dotati del marchio di qualità D.O.P..
- Tra i prodotti agroalimentari tipici della zona si annovera il carciofo violetto della Val di Cornia, prodotto in grandi quantità nelle campagne del territorio.

### Industria
- Negli anni 2000 Venturina ha ospitato uno dei maggiori stabilimenti del Gruppo CST, produttore di circuiti stampati.

## Infrastrutture e trasporti

### Ferrovie
Il paese è collegato alla linea ferroviaria dalla Stazione di Campiglia Marittima, costruita in prossimità del centro abitato e posta sulla linea tirrenica che collega Livorno a Roma.

## Altre immagini

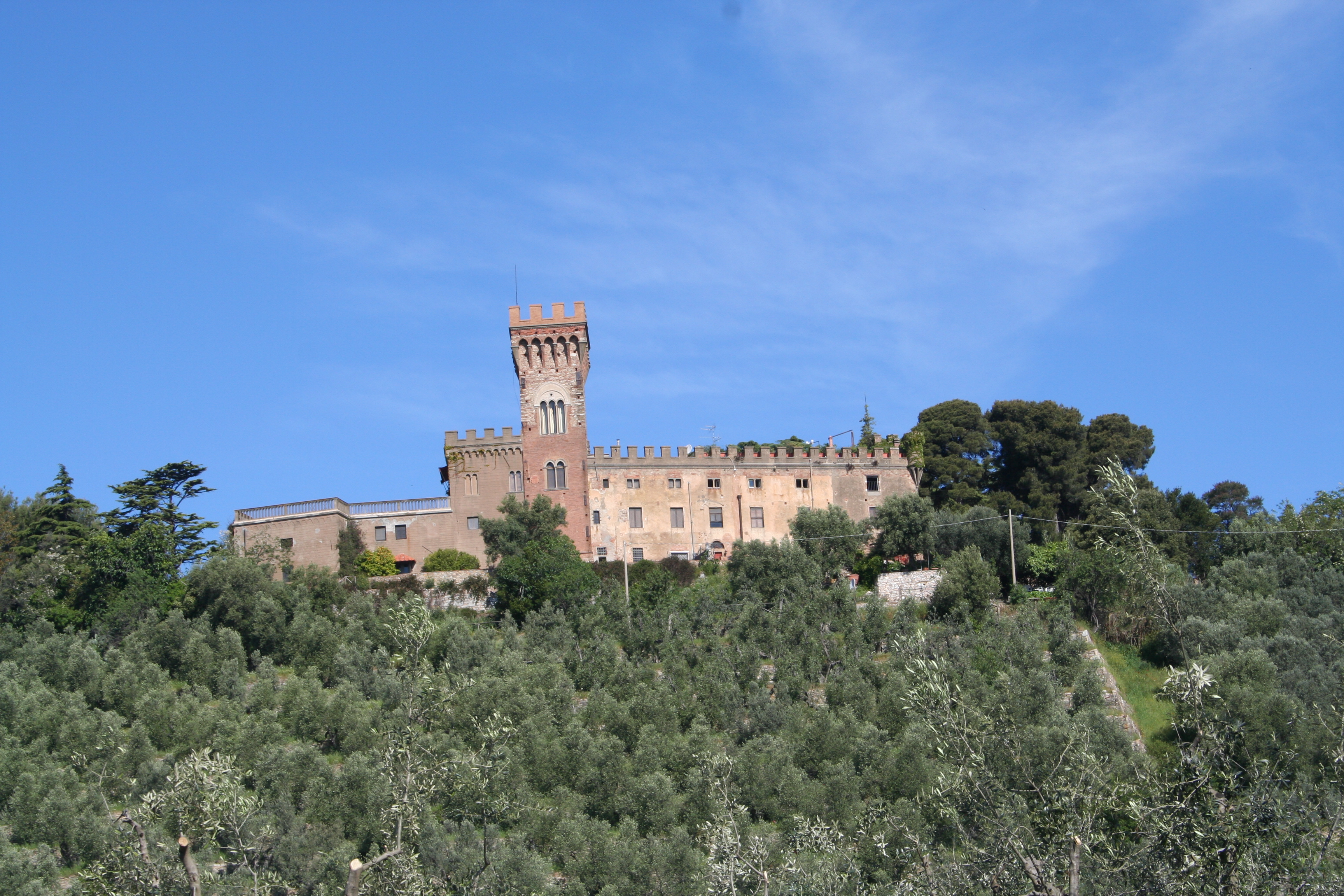
Il castello della Magona
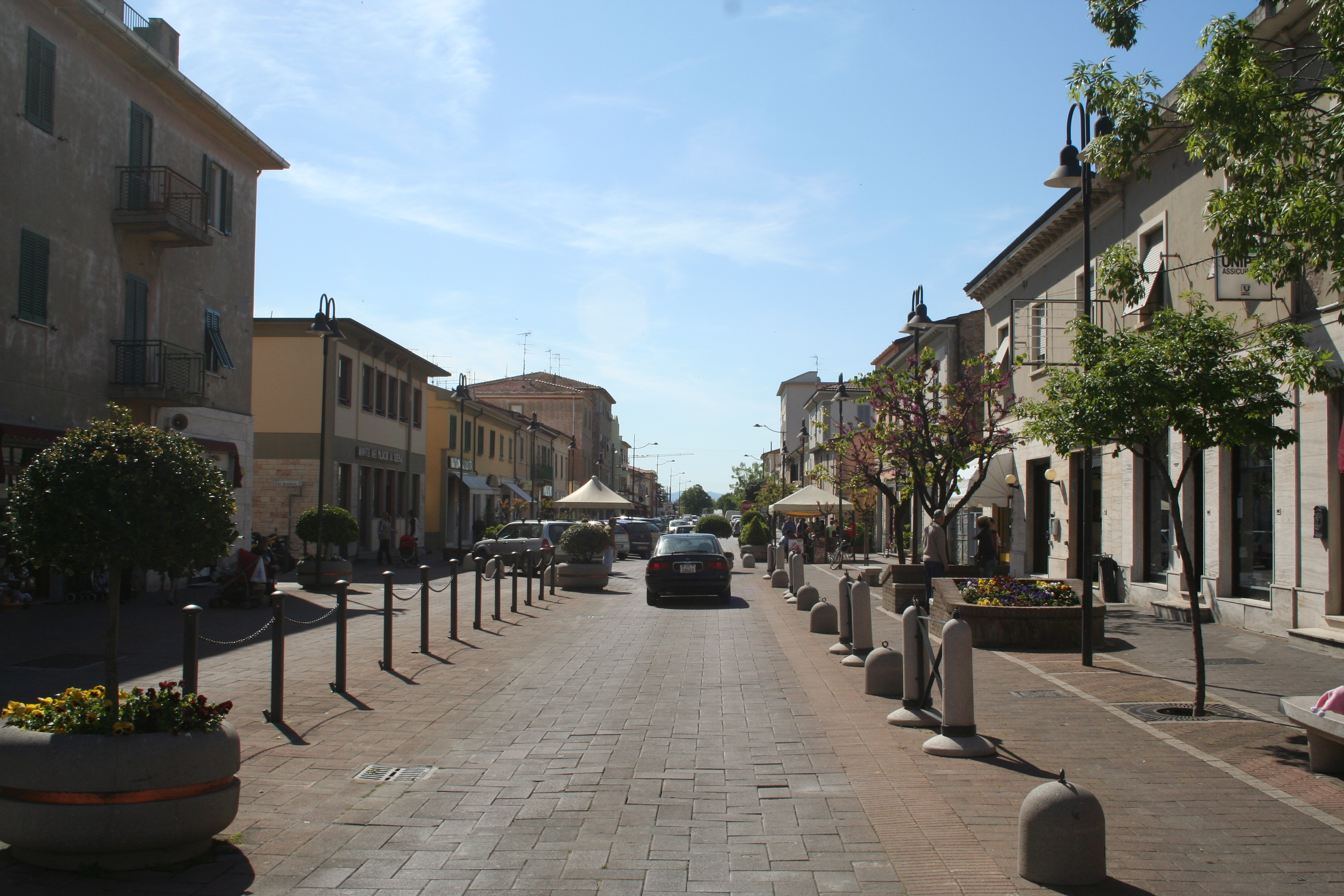
Via Indipendenza
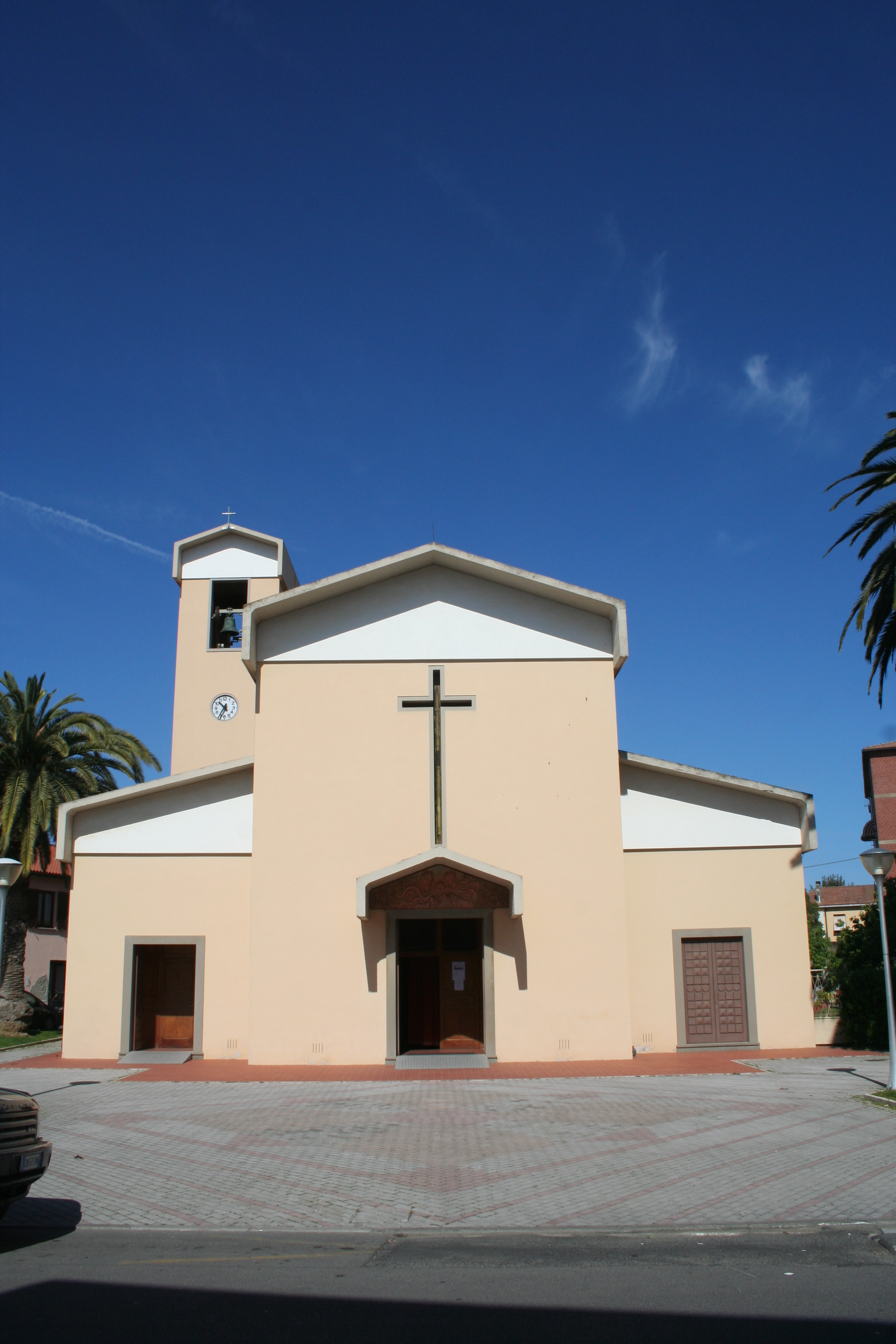
La chiesa parrocchiale della Sacra Famiglia
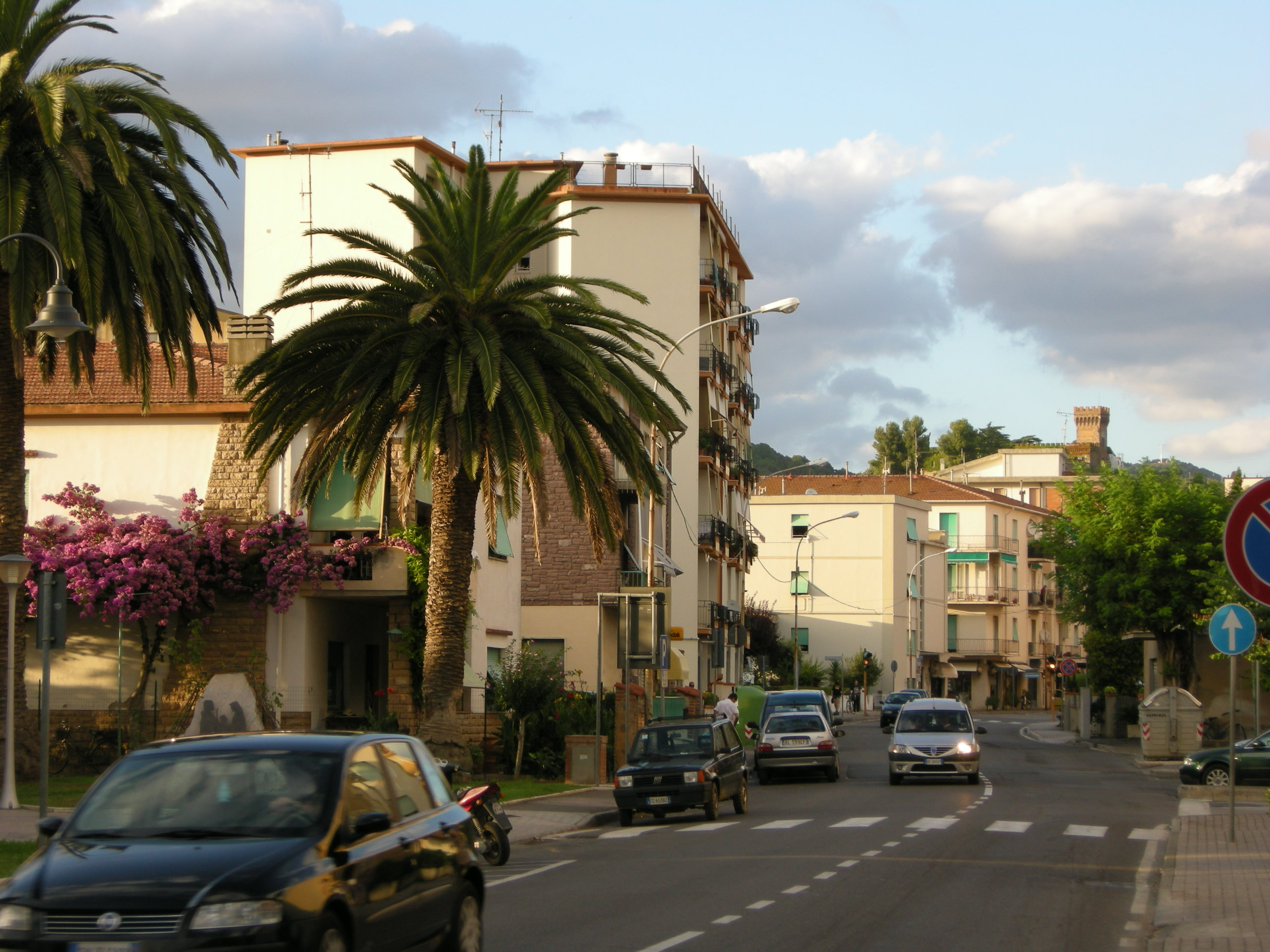
Via Dante Alighieri
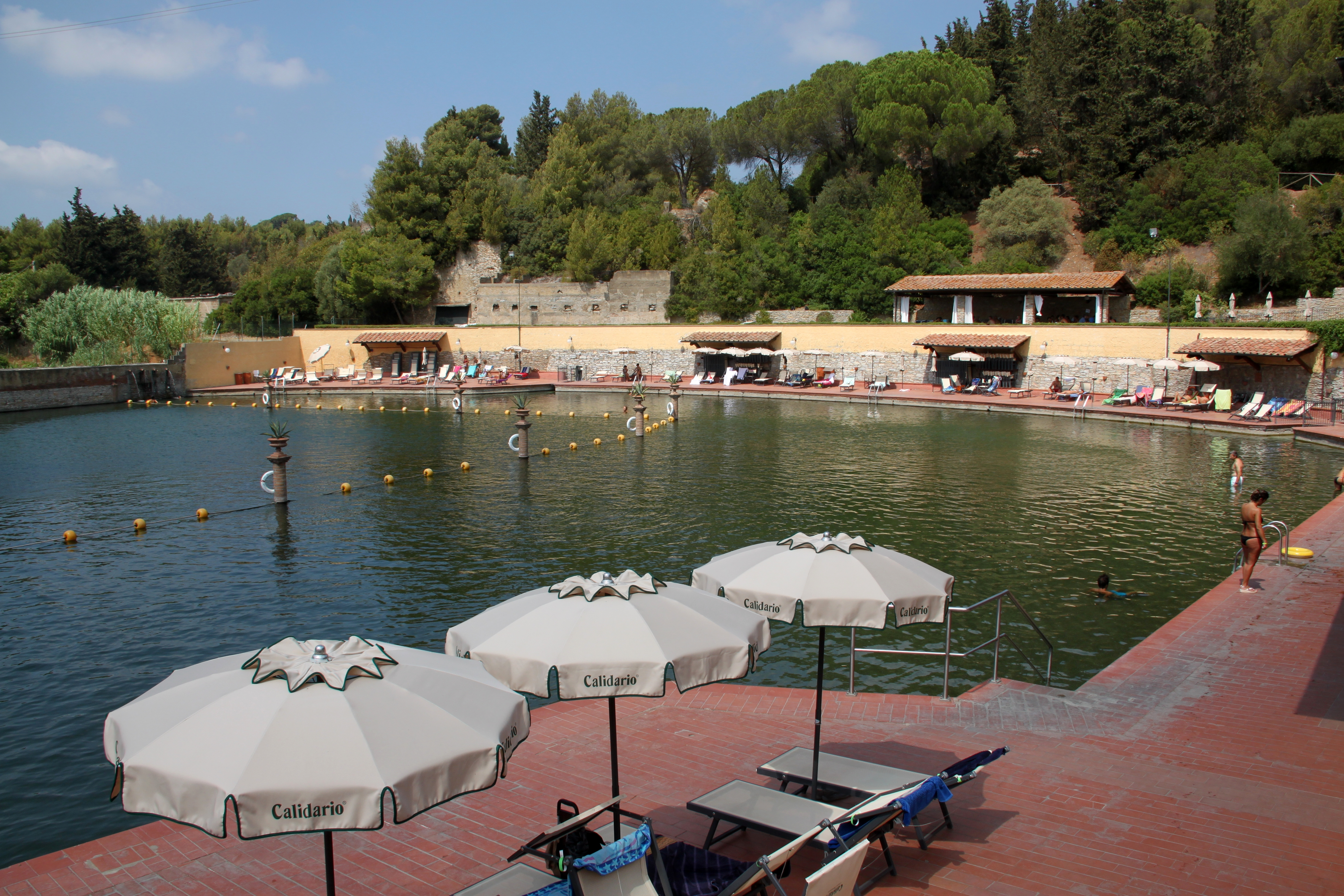
Il Calidario (bagno termale)
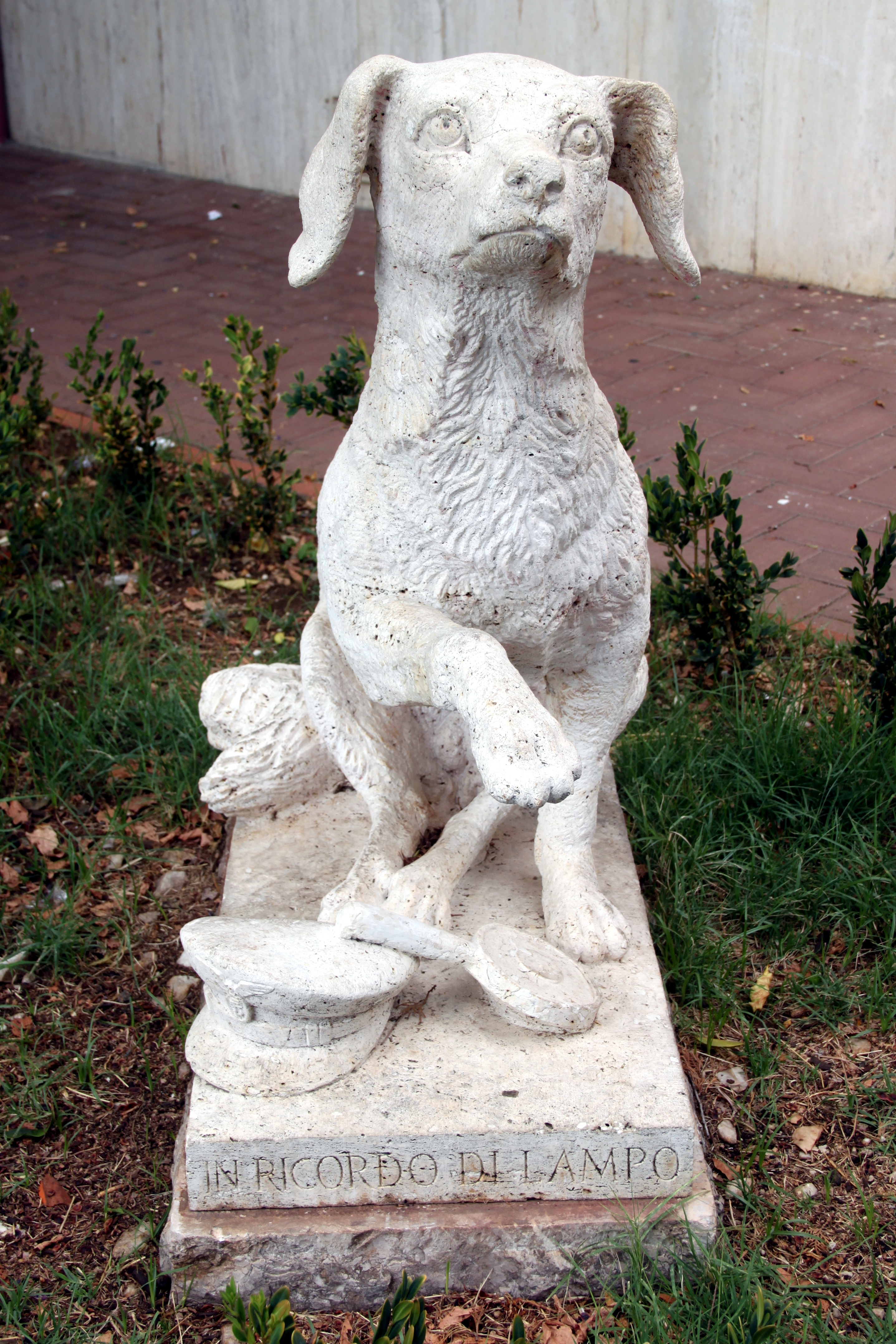
La statua di Lampo, il cane viaggiatore presso la stazione ferroviaria cittadina